# Bosnie (région)
Pour les articles homonymes, voir Bosnie.
 (janvier 2017).
Si vous disposez d'ouvrages ou d'articles de référence ou si vous connaissez des sites web de qualité traitant du thème abordé ici, merci de compléter l'article en donnant les références utiles à sa vérifiabilité et en les liant à la section « Notes et références ».
La Bosnie (Bosna/Босна en bosnien, serbe et croate) est une région qui historiquement et géographiquement comprend la partie nord de l'actuel État de Bosnie-Herzégovine. Elle se situe dans les Alpes dinariques, jusqu'à la limite méridionale de la plaine de Pannonie, les rivières Save et Drina marquant ses frontières nord et est.
La superficie approximative de la Bosnie est d'environ 41 000 km²,  soit environ 80 % du territoire de l'actuel État de Bosnie-Herzégovine. Officiellement, il n'existe pas de frontière politique ou géographique avec la région méridionale de l'Herzégovine, bien que le sujet soit régulièrement débattu. Les deux régions ont formé depuis le Moyen Âge une entité géopolitique commune, et le terme « Bosnie » est souvent utilisé à tort pour désigner l'État complet (Bosnie et Herzégovine), et donc aussi la région de l'Herzégovine.

## Histoire

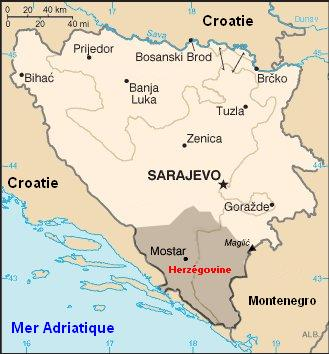
Limite approximative entre la Bosnie (zone claire) et l’Herzégovine (zone foncée).

Dans l’Antiquité, la Bosnie a été peuplée de Maenzées, de Ditiones, de Dalmates, de Désitiates, d'Oseriates, de Sardeates et de Deuri : des tribus illyres, qui furent romanisées à partir du Ier siècle. Les Dalmates ont donné leur nom à la Dalmatie. Le christianisme s’y implante à partir du IIIe siècle. On parle alors dans la région le dalmate, une langue romane. En 454 des Germains, les Ostrogoths, y fondent un royaume (qui englobera aussi l’Italie en 493). En 535, le général romain Bélisaire chasse les Ostrogoths et rétablit le pouvoir romain (devenu chrétien). Les premiers Slaves s'installent en Bosnie et dans les régions avoisinantes au VIe siècle. À partir de 640 s'ensuit une deuxième migration ; les Crobates et les Sorabes, des peuples slaves, s’installent surtout dans les régions avoisinantes. La grande majorité des Slaves se convertit au christianisme et la langue slavonne va dès lors devenir majoritaire.

### Moyen Âge
Pendant l'âge d'or de la dynastie byzantine des Macédoniens, l'empereur byzantin Basile II fait la conquête de l'actuelle Bosnie-Herzégovine entre 980 et l'an 1000, ce qui signifiait à l'époque une reprise en main des Balkans par l'Empire byzantin, où la Bosnie et l'Herzégovine seront parties intégrantes de l'Empire dans les Balkans, avec la Serbie, la Bulgarie, le Monténégro, la Macédoine, et aussi l'Albanie. La Bosnie et l'Herzégovine resteront byzantines jusqu'aux environs de 1120 et l'affaiblissement de l'Empire byzantin, face aux Turcs, aux Hongrois, aux croisés Latins, et à Venise.
En 1137, les seigneurs de Rama (dans le centre du pays) s’associent au royaume de Hongrie (comme l’avaient fait les rois de Croatie en 1090). Dès lors le roi de Hongrie porte aussi le titre de « Rex Ramae ». Intervenant dans les querelles dynastiques de la couronne hongroise, l’empereur byzantin Manuel Ier Comnène récupère en 1167 la Bosnie et la Dalmatie, mais sa mort marqua la fin de la présence byzantine dans les Balkans. Le roi Béla III de Hongrie (1172 – 1196) reçut l’allégeance du ban Koulin de Bosnie et du prince Miroslav de Chulmie (Herzégovine actuelle). Le souverain du royaume hungaro-croate soumit toute la Bosnie en 1237. À cette époque, alors que l’Église chrétienne s’est divisée entre catholiques et orthodoxes, la Croatie adopte le catholicisme (évêchés de Split au sud, de Kalocsa au nord et de Vrhbosna au centre de 1246 à 1469), la Serbie l’orthodoxie (patriarcat d'Ipek ou Peć), tandis que la majeure partie des habitants de l’actuelle Bosnie adoptent une forme paulicienne du christianisme, appelée bogomilisme. Une partie des catholiques de Bosnie se détachèrent en 1252 de l’obédience romaine et constituèrent l’Église bosnienne, considérée comme « hérétique » par la papauté.
À la fin de la dynastie hongroise des Arpadiens, les princes croates de Bribir (dynastie des Šubić) se rendent quasiment indépendants en Bosnie vers 1300. Mais Charles Robert de Hongrie réussit à s’emparer en 1322 du chef de la maison des Bribir et affirme ainsi son autorité sur le nord et l’ouest de la Bosnie actuelle. Le ban catholique de Bosnie, Étienne Cotroman, en profite pour annexer à la Bosnie les « Pays du Ponant » (ouest du pays). À partir de cette époque, le banat hongrois de Bosnie comprenait la majorité du territoire de l’actuel État de Bosnie-Herzégovine.
Par son mariage avec Élisabeth Kotromanić, fille du ban de Bosnie, Louis Ier de Hongrie acquit la Chulmie (l’Herzégovine occidentale actuelle). En 1366, il contraignit son vassal Tvrtko, ban de Bosnie qui s’était rebellé, à reconnaître à nouveau son autorité. Mais après la mort du dernier roi de Hongrie de la dynastie des Angevins de Naples, le banat de Bosnie s’émancipa définitivement de la tutelle hungaro-croate et devint un royaume indépendant englobant la majeure partie de la Dalmatie. Tvrtko Ier (1338 – 1391), de la famille catholique des Kotromanić, se fit couronner roi de Bosnie et de Dalmatie en 1377. Comme sa mère était de la dynastie orthodoxe des Nemanjić, il en profita pour se faire couronner en même temps roi de Serbie, dont il contrôlait aussi la partie occidentale (tandis que l’est de la Serbie tombait aux mains des Turcs).

### Entre deux empires
En 1463, les Ottomans s’emparèrent de la Bosnie pratiquement sans livrer bataille. Toutefois Matthias Ier de Hongrie réussit à arracher au sultan Mahomet II la forteresse de Jajce, et organisa en Bosnie septentrionale deux banats contre les incursions turques. Mais ils succombèrent sous les attaques turques en 1482. La Bosnie fut donc entièrement intégrée pour quatre siècles dans l'Empire ottoman (1463 – 1878). Jusqu’au milieu du XIXe siècle, le sandjak de Bosnie comprenait aussi l’Herzégovine et un territoire couvrant le nord de l’actuel Monténégro et le sud-ouest de l’actuelle Serbie (sandžak). Dans ces territoires, une partie de la population passa à l’islam pour ne plus avoir à payer le haraç (double-impôt sur les non-musulmans) et à subir l’enlèvement des fils aînés pour servir dans les janissaires. Comme entre-temps le bogomilisme et l’église bosnienne avaient disparu (au XIVe siècle), les historiens musulmans actuels de Bosnie qui affirment que « ce sont principalement les Bogomiles et les hérétiques bosniens qui sont devenus musulmans » relèvent du protochronisme, un courant historique très divers mais très présent dans les Balkans. Quoi qu’il en soit, la région prit le nom de « Bosnie et Herzégovine » en 1853 à la suite de remodelages politiques.
Le Parti du Droit du croate Ante Starcević s’est créé en 1861 en Autriche-Hongrie. Son programme prône l’unification et l’indépendance à l’égard de Vienne ou de Budapest de tous les « territoires croates », Bosnie (alors encore ottomane) comprise. L’évêque croate de Đakovo, Josip Juraj Strossmayer, élabore le premier programme d’unification des Slaves du Sud (1866) sous l’appellation, alors inédite, de « yougo-slave » (sud-slave). Le premier congrès « yougoslave » se tient à Ljubljana en 1870.
À la suite du congrès de Berlin de 1878, l'Autriche-Hongrie occupe la Bosnie-Herzégovine, et en 1908 elle en annexe la plus grande partie (seul le territoire du sud-est, autour de Novipazar, est rendu à l’Empire ottoman ; il sera partagé entre le Monténégro et la Serbie en 1912). Au sein de l’Empire des Habsbourg (qui développe voies ferrées et industries) la Bosnie-Herzégovine constitue une troisième entité, à côté de l’Autriche et de la Hongrie. Les orthodoxes, qui aspiraient à un rattachement à la Serbie, souffrent de cette situation et c’est l’un d’entre eux, Gavrilo Princip, qui commet en 1914 l’attentat de Sarajevo contre le prince héritier François-Ferdinand d'Autriche. Cet attentat sera le prétexte attendu par tous les bellicistes pour déclencher la Première Guerre mondiale.

### La Yougoslavie
À l’issue de celle-ci, la doctrine du président américain Woodrow Wilson : le droit des peuples à disposer d'eux-mêmes, aboutit à la dislocation de l'Autriche-Hongrie et à la création du royaume des Serbes, Croates et Slovènes, renommé plus tard royaume de Yougoslavie. Les Serbes, cette fois, y trouvent leur compte, mais les Bosniaques (Slaves musulmans qui ne sont pas reconnus comme un peuple constitutif du royaume) et une partie des Croates s’y estiment, à leur tour, marginalisés. Sur le plan politique, les musulmans sont surtout représentés par l'Organisation musulmane yougoslave et les Croates par le Parti paysan croate ; des nationalistes croates fascisants forment le mouvement des Oustachis, dirigé par Ante Pavelić. L'assassinat à Marseille du roi Alexandre Karageorgević par l’oustachi Vlado Chernozemski, montre la fragilité de la Yougoslavie.
Après l’invasion de la Yougoslavie par les nazis en 1941, la Bosnie-Herzégovine est rattachée à l’État indépendant de Croatie d’Ante Pavelić, satellite de l’Allemagne. Deux mouvements de résistance se forment en Yougoslavie, les Tchetniks majoritairement serbes, dirigés par le monarchiste serbe Draža Mihailović, et les Partisans, mouvement multi-ethnique communiste dirigé par le croate Josip Broz Tito. La Bosnie connaît des combats extrêmement violents et de nombreux massacres de populations durant la guerre de résistance en Yougoslavie. Les Serbes de Bosnie sont massacrés par les Oustachis, les Bosniaques musulmans et les Croates le sont par les Tchetniks et ceux-ci, ainsi que les Oustachis, par les Partisans communistes. Vers la fin de la Seconde Guerre mondiale, les alliés préfèrent Tito à Mihajlović : en conséquence, Tito est seul vainqueur et crée la Yougoslavie, en tant que régime communiste et fédération de six Républiques, dont la république socialiste de Bosnie-Herzégovine. Les Bosniaques ne sont cependant pas reconnus dans l’immédiat comme une nationalité. Au bout de quelques années, en 1973 les « Musulmans » y sont reconnus comme « nationalité », au même titre que les Croates et les Serbes.
En 1992 la Bosnie-Herzégovine, comme avant elle la Slovénie et la Croatie, proclame son indépendance par rapport à la fédération de Yougoslavie. Mais la majorité des Serbes, désormais appelés « Bosno-Serbes » n'acceptent pas cette indépendance, et une guerre civile se déclenche entre Bosniaques musulmans, Croates et Serbes. Par les accords de Dayton, en 1996, la guerre cesse et deux Républiques fédérées deviennent les états constitutifs de la Bosnie-Herzégovine indépendante : la Fédération croato-musulmane, et la république serbe de Bosnie (ou « Republika Srpska »).